# Chamaepetes
Chamaepetes is een geslacht van vogels uit de familie sjakohoenders en hokko's (Cracidae).

## Soorten
Het geslacht kent de volgende soorten:
- Chamaepetes goudotii – Sikkelvleugelgoean
- Chamaepetes unicolor – Zwarte goean